# Solenopsis virulens
Solenopsis virulens é uma espécie de formiga do gênero Solenopsis, pertencente à subfamília Myrmicinae.